# Сасинково
Сасинково (словац. Sasinkovo) — село в окрузі Глоговец Трнавського краю Словаччини. Площа села 12,41 км². Станом на 31 грудня 2015 року в селі проживало 865 жителів.

## Історія
Перші згадки про село датуються 1256 роком.

## Населення
| Рік:            | 1994. | 2004.   | 2014.   | 2024.   |
| --------------- | ----- | ------- | ------- | ------- |
| Кількість осіб: | 897   | 872     | 854     | 813     |
| Різниця:        |       | -2,78 % | -2,06 % | -4,80 % |

| Рік:            | 2023. | 2024.   |
| --------------- | ----- | ------- |
| Кількість осіб: | 837   | 813     |
| Різниця:        |       | -2,86 % |